# الفلبين في الألعاب الأولمبية
الفلبين في الألعاب الأولمبية تقوم اللجنة الأولمبية الفلبينية بالإشراف في شؤون مشاركات الفلبين في الألعاب الأولمبية، أول مشاركة للفلبين في الألعاب الأولمبية كانت في دورة 1924 في باريس عندما كانت لا تزال تحت سلطة الإستعمار الأمريكي حيث شاركت برياضي واحد وتمكنت من الفوز بأول ميدالية لها في دورة 1928 في أمستردام، ولم تفز الفلبين حتى الآن بأي ميدالية ذهبية حتى الآن، وقد فازت الفلبين بمشوارها الأولمبي بمجموع 9 ميدالية ميداليتين فضيتين و7 ميداليات برونزية، أكثر الرياضات التي تنافس فيها الفلبين هي الملاكمة و ألعاب القوى و السباحة.